# Sejm krakowski 1545
Sejm 1545 – sejm zwyczajny Korony Królestwa Polskiego zwołany przez króla Zygmunta I Starego 6 września 1544 roku na 6 stycznia 1545 roku do Krakowa. 
Sejmiki przedsejmowe odbyły się w listopadzie  1544 roku. Obrady otwarto 14 stycznia 1545 roku, ale dopiero po tygodniu przedstawione zostały propozycje od tronu. W sejmie nie brało udziału wielu posłów i senatorów wielkopolskich. Na sejmie nie udało się uchwalić powszechnych podatków, a jedynie czopowe w miastach królewskich i biskupich. Upoważniono króla do zwołania pospolitego ruszenia w razie zagrożenia tureckiego. Nie przedłużono jednak obowiązującej od sejmu 1544 roku ustawy o nowym sposobie obrony. Obrady zakończono 3 marca 1545 roku.